# 景教

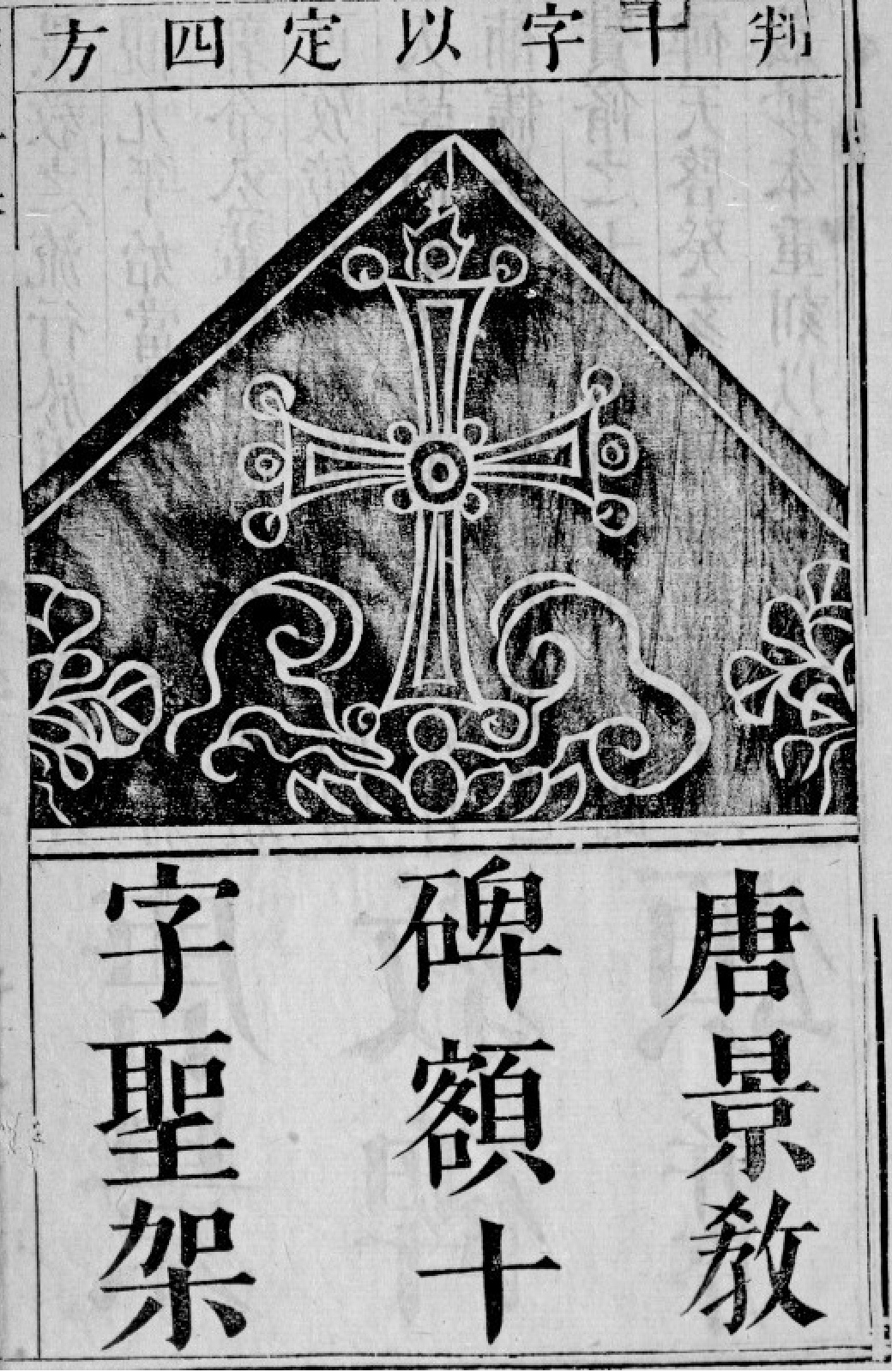
《大秦景教流行中國碑》碑額上的十字架

景教，又称虔贞教，即唐代正式传入中国的基督教聶斯脫里派，亦即現今的東方亞述教會。景教起源於今日敘利亞，由出生於安條克的敘利亞教士君士坦丁堡牧首聶斯脫里於公元428-431年之間創立，在波斯建立教會。景教被視為最早進入中國的基督教派，成為漢學研究一個活躍的領域。唐朝時曾一度在長安興盛，直到唐武宗會昌滅佛殃及景教，景教自此渐渐绝迹。
景教傳入唐朝後受到中國文化影響，如在十字架下方加上蓮花（聶斯脫留十字架），稱 聖父為「天尊」， 聖子為「移鼠」、「景尊」或「彌施訶」(「彌賽亞」之異譯)， 聖靈為「涼風」， 聖母為「末艷」，耶路撒冷為「烏梨師斂」，啟示錄為「啓真經」等。

## 起源

### 神學爭論
东方亚述教会分裂的引发與教士聶斯脫里有關，他就耶穌基督的「神人兩性結合」的基督论問題提出「基督二性連接說」（英語：conjunction；希臘語：sunapheia），指耶穌為「二位二性的結合」（二性指神性、人性﹚，並認為聖母瑪利亞只是生育耶穌肉體，而非授予耶穌神性，因此反對將她的地位進一步提升，因而產生對「天主之母」、「诞神女」等称号的質疑。
428年，聶斯脫里出任君士坦丁堡牧首，引起亞歷山大宗主教奚利爾猛烈抨擊。431年，以弗所公會議召開後，多個派別的衝突雖被調解，但聶氏被裁定為異端，被革除主教職務，驅逐出教會。四年後，聶氏更被東羅馬帝國皇帝逐出國境，最終客死埃及。然而追隨者並不因此而輕易放棄，遂往美索不達米亞、波斯、印度以及遠東等地區傳教。此後，聶斯脫里派得到波斯薩珊王朝的重用，盛極一時。498年，聶斯脫里派正式脫離東正教會，更名為「迦爾底教會」，又稱「阿述教會」，以中亞地區為中心進行宣教。
632年，伊斯蘭教指引的阿拉伯帝國（大食）吞併波斯。在762年前後，聶斯脫里派主教得阿拉伯哈里發信任和保護，遂將聶派根據地從波斯移到巴格達（今伊拉克首都），盛極一時。至6世紀末時，聶派流行於康居及突厥等地。

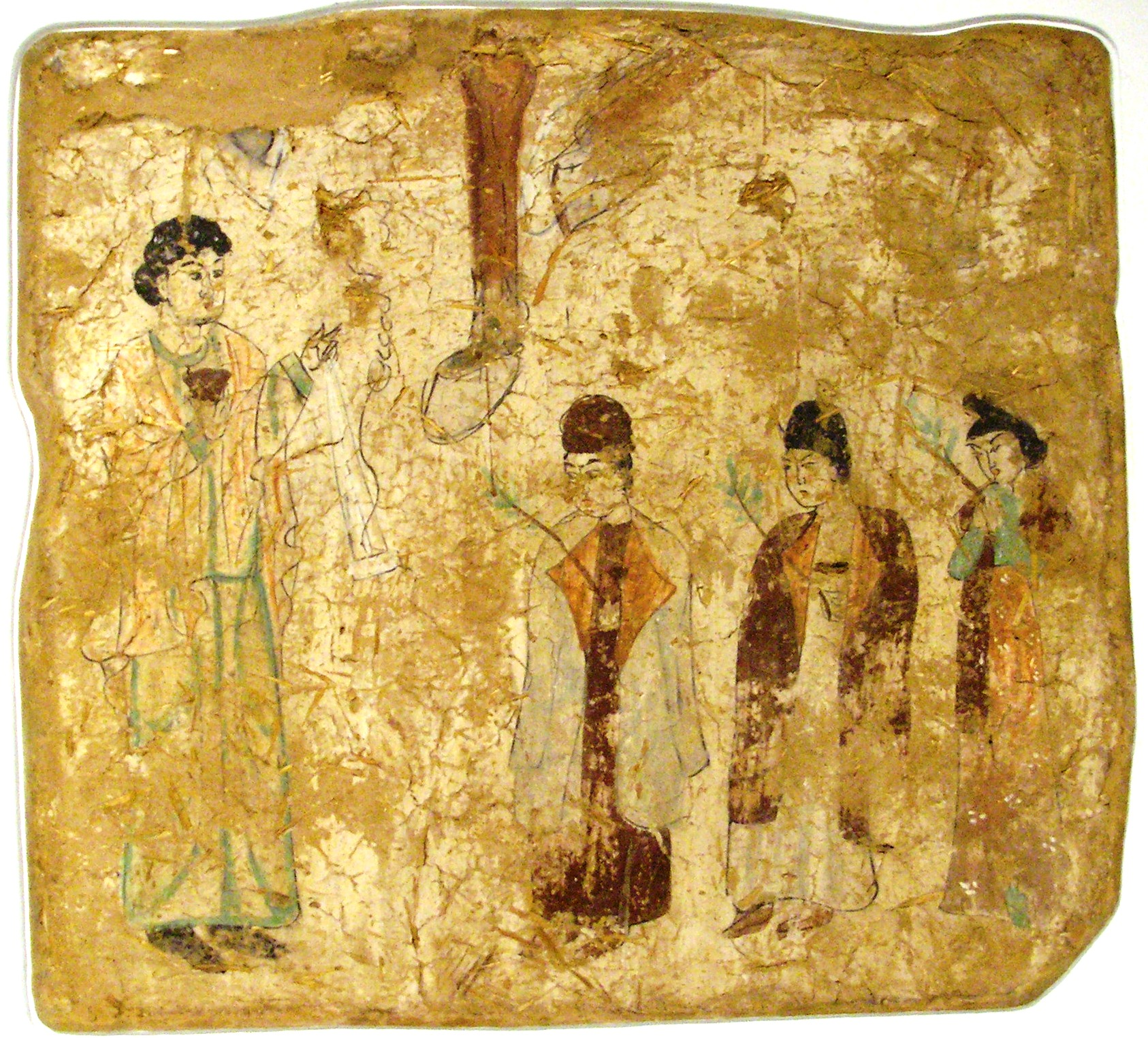
聶斯脫里派神職人員正在列隊前進，來自新疆高昌景教寺院壁畫。

### 辯誣與和解
1539年宗教改革時，神學家馬丁·路德在他撰寫的《宗教會議及教會論》（Von den Konzilli und Kirchen）中，十分明確地主張聶斯脫里不是異端。 。並且聶斯脫里之所以被駁為異端，更可能是因為語言使用問題，尤其是在耶穌的神性與人性的問題上，並且也是因為亞歷山卓學派和安條克學派不滿彼此，因此奚利爾以及聶斯脫里的關係也有影響。
被天主教會視為「異端」的狀況持續到十九世紀末，聶斯脫里本人的著作《荷勒克拉斯的市集》（The Bazaar of Heracleides）被一名敘利亞教士發現後，它的學說再次重新被神學家廣為探討。1994年東方亞述教會和天主教會簽署《在天主教會與東方亞述教會之間的共同基督論聲明》，達成解除兩派彼此之間的嫌隙。

## 傳入中國

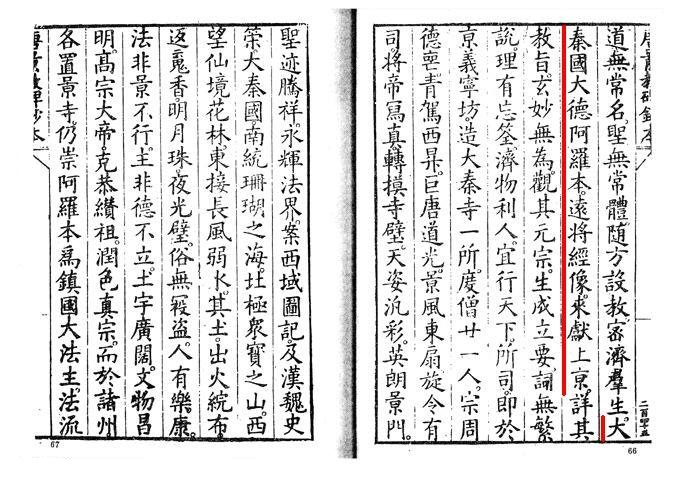
李之藻《景教碑鈔本》

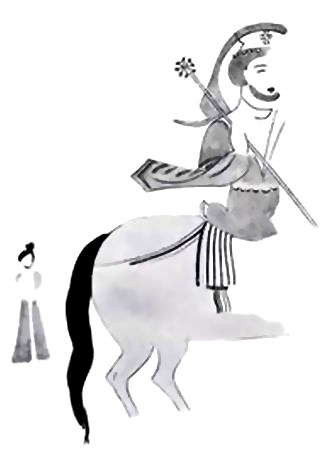
在高昌景教寺院發現的景教壁畫殘片線摹圖，上繪手持十字杖的基督騎驢進入耶路撒冷和一位身著唐朝服飾的女信徒，似乎是描繪聖枝節。

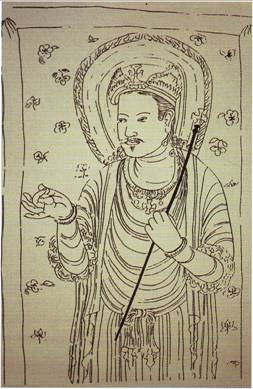
唐朝景教藏经洞基督像絹畫殘片復原圖

5世紀末，聶派信眾遷往波斯，曾先後以迦勒底教會或亞述教會名義宣教，大本營一度遷往今伊拉克首都巴格達，盛極一時。此後，景教被傳到中亞等地，至6世紀末，已盛行於突厥、康居等等。
聶斯脫里教會可能於6世紀初便已進入北魏洛陽，當聶派傳入中國時，原稱「波斯經教」、「大秦教」，後改以景教為名，學者相信「景」是指光明之意。說英語的西方人士往往把聶斯脫里教會歸類於東方正統教派（Oriental Orthodoxy，不同於東正教的 ，雖然在中文上字面意思相同），這是不對的，因為絕大部分的“東方教派”（包含和）教會的基督论都和聶斯脫里派相牴觸。
明朝天啟五年（1625年），西安掘出一塊石碑，正面寫著「大秦景教流行中国碑」，並頌以1780個漢字，另附數十字敘利亞文，引起當時傳教士轟動。現時景教在中國的早期歷史，大多以此作為引證。據石碑所載，唐貞觀九年（635年），大秦國有大德阿羅本帶來經書到長安，由歷史名相房玄齡迎接，獲唐太宗李世民接見。自635年開始，景教在中國順利發展了150年，與祆教及摩尼教並稱「唐代三夷教」。
景教在唐代初期博得皇帝好感，太宗曾批准教徒在長安興建廟寺一所，初稱「波斯寺」，後更名為「羅馬寺」、「大秦寺」。自太宗至唐德宗，景教在貴族之間的發展極快。高宗時，賜號阿羅本為「鎮國大法主」，並下詔於諸州建景寺，往後教堂亦掛上歷代唐朝皇帝像，使景教得以廣泛流傳。
武后篤信佛教，旁及道教，景教受僧尼道士攻擊，幸有景教教士集資億萬於洛陽建「大周萬國頌德天樞」，並得教士阿羅撼將景教教義佛化，使武后大悅，得以繼續發展。
唐玄宗開元年間，曾使景教教士於興慶宮講道。天寶初亦曾命寧國等五親王到景寺禮拜，設立壇場，並陳列先王之遺像供人禮拜。而且玄宗更邀約羅含和普羅等十七名景僧一起做禮拜，講福音。755年安史之亂爆發後，曾重建靈武等五郡的景寺，且有景教徒伊斯協助中興大臣郭子儀平亂，後被賜紫衣袈裟。
唐代宗、唐德宗亦弘護景教。而當時福音已傳至部份海陸大邑，除兩京外，靈武、成都、廣州等大城亦建有大秦寺。在德宗建中年間，更立《大秦景教流行中國碑》，記述景教在中國的流行情況。
845年唐武宗會昌年間，滅佛浪潮爆發，逾萬間佛寺被毀，史稱會昌滅佛。雖然會昌滅佛主要針對的是佛教，但同時波及其他不屬於道教的宗教。景教與祆教及摩尼教，當時總信徒約3,000人，在滅佛後，趨於式微。這是由於景教的傳播過分依賴帝王和貴族的庇護，而信奉者又以胡人居多，故武宗一滅佛，便使其迅速衰落，但在唐代仍未絕跡。據史書所載，滅佛時，朝廷欲遣返外國教士，但通往西域之道為吐蕃所阻，故景教教士很難返回本國，亦可能再度潛入中土；至唐僖宗黃巢之變，據阿拉伯苏莱曼·塔吉尔《中国印度见闻录》載，在公元878至888年間，黃巢在廣州城屠殺了於當地經商的猶太人、回教徒、基督徒和印度祆教徒達十二萬人之多，可見唐末內地仍存餘著景教徒。
宋朝時的中國變得極為內向，漢人在宗教和政治上均切斷了同外國的聯絡。基督教在中國的第一期傳播在此時宣告結束，不過，關於基督教的傳說仍殘留在人們的記憶中。對基督教的聯想被賦予了詩人的想像力，帶着浪漫主義色彩。英國聖公會漢學家亞瑟·克里士多福·穆爾在他的著作《西元1550年前在中國之基督徒》（Christians in China Before the Year 1550）中談道：「十、十一和十二世紀的中國作家，甚少提及基督教；偶有述及，也至為模糊，或乾脆宣稱乃屬古昔之事。」13世紀時，蔡夢弼編撰《杜工部詩集》就曾引錄宋朝記載成都見聞之《蜀都故事》的一段記載：「石筍，眞珠樓基也。昔有胡人，於此立寺，為大秦寺，其門樓十間，皆以眞珠翠碧貫之為簾。後摧毀墜地，唯故基在。每有大雨，其前後人多得眞珠、瑟瑟、金翠、異物等」（參見四川景教）。
元朝開始，由於大量色目人來到中國，使得中國的景教信徒回升。马可波罗和一些中世纪西方学者指出中国内地和蒙古地区有很多景教小团体存在，特别是蒙古克烈、汪古、乃蠻三部族皆信奉景教，其實景教信徒，多是突厥遺民。
1278年羅馬天主教教宗尼閣三世命方濟各會教士五人到中国传教，并致信忽必烈，请他善待所遣教士，照顾他们的需要，在他们回罗马时，派人护送。1289年尼閣四世派方濟各會教士孟高維諾率宣教士数人抵達中国。當時景教在帖八里的主教，曾一度與當時新興的天主教的教士發生衝突。元朝的基督徒（景教與天主教等）称为“也里可温”（arkagun），享有免兵役和免税的特权。据马可波罗报告，元代中国北京、山西大同、甘肃敦煌、肃州、甘州、凉州，宁夏、新疆喀什噶尔、莎車、伊犁，江苏扬州、镇江，浙江杭州、温州、福建泉州都有景教徒和景教寺。
1277年至1282年期間，马·薛里吉思任镇江府路总管府副达鲁花赤，在镇江建立了六所景教寺（铁瓮门八世忽木剌大兴国寺、马里吉瓦里吉思忽木剌甘泉寺、西津竖土山答石忽木剌云山寺、都打吾儿忽木剌聚明山寺、登云门外黄山廉海牙忽木剌高安寺、丹徒县开沙打雷忽木剌四渎安寺），在杭州建立了一所荐桥门建样宜忽大剌大普兴寺。其中镇江大兴国寺係舍宅兴建，金山十字寺為占用原有佛寺。根据后来在泉州出土大量景教文物，可知福建泉州是当时中国南方景教的中心。
元代著名的景教僧人有教師掃馬（曾奉命出使至歐洲）和出生於大都的畏吾兒裔大公牧首馬·雅八阿羅訶三世（擔任景教的首席主教）。
明朝取代元朝后，景教衰微，但未绝迹，一直存在“十字架教派信徒”有两个世纪，直到16世纪左右，天主教傳教士開始展開中國傳教工作，景教徒數目隨之銳減。
2010年10月5日，東方亞述教會主教Mar Awa Royel與Genard Lazar神父和Allen Youssefi執事由美國抵達香港，探訪在沙田道風山的漢語基督教文化研究所。在會面後，他們以東方亞述教會的禮儀舉行了聖餐。這次的探訪可說是數百年來的首次。

## 变迁
景教在中國演化時，大量參考佛教概念，其中較有趣的是，《四福音书》的作者，均改以「法王」稱呼：馬太是明泰法王、路加是盧珈法王、馬可是摩距辭法王、約翰為瑜罕難法王；其餘如教堂叫作「伽藍」（或「寺」）、教士自然叫作「比丘」（或僧）、大主教叫「大法王」。上帝耶和華的稱呼則取敍利亞文“ ʾalāhā”音譯，叫作「皇父阿羅訶」，亦有按照道教術語，以「天尊」稱之。聖靈則以敍利亞文“ rūḥā ḏə-quḏšā”音譯，叫作「盧訶寧俱沙」。耶穌則以彌賽亞的稱號，喚作「皇子彌施訶」。
在中國佛教及道教影響下，景教有發展成綜攝的傾向。大秦景教流行中國碑的作者景淨曾著有《志玄安樂經》，教導世人如何得到安樂。經文按照儒家經典《中庸》的格式撰寫，滲入「無為」、「清淨」等中國哲學概念，經文曰：「無動無欲，則不求不為。無求無為，則能清能淨。能清能淨，則能晤能証。能晤能証，則遍照遍境。遍照遍境，是安樂緣。」

### 唐代教义
景教基本教义：
- 不承认玛利亚为“天主之母”。
- 不用聖像，但保留十字架。
- 不承认天主教會所谓：死后涤罪说。但礼敬祖先。
- 對聖餐之觀點類似東正教，持真實體血說。
- 教务总管，不得食肉。
- 大总管，总主教，主教可以娶妻。
- 教务大总管，由馆长三人中相互选举而生

### 介斋日
- 四旬斋
- 圣徒斋
- 圣母迁移斋
- 也里牙斋
- 通告节斋
- 尼尼微斋
- 圣母斋[21]。

### 組織
在八世紀末的時候，提摩太一世主教長在位時，就已經奠定了中世紀景教在跨越亞洲大陸的發展基礎。為了使得教會內部的組織更加的清楚，而且行政穏定性更好，增加傳教的效率，提摩太一世就將主教團和總主教的上層結構重新的組合，分別選出負責教會內部事務的都主教和負責宣教的都主教。

#### 內部都主教
負責教會內部的行政事物，但始終聽命於主教長。當主教長去世之後，負責統理挑選新主教長的過程。

#### 宣教都主教
更準確的名稱是「對外都主教」，他們是負責對外方面的宣教事物，也因為他們位於一個較偏遠的地區，所在選舉主教長的時也都無法參加，所以他們基本上都不受到波斯母會的影響。在當時主要的都主教是位於「雷爾」就是現在的「德黑蘭」，而更早之前，因為提摩太一世的重組而經由選擇誕生變為負責宣教的位置，是在里維達沙（是通往印度的途中）和木鹿（是往中國的途中）。而提摩太一世也替西藏和沙巴蒒也設立了新的宣教的都主教。在蒙古統治的時間，沿著絲綢之路設置了五個都主教處：哈烈、撒馬兒汗、喀什加尔、阿力麻里和位於畏吾兒境內的納加夫，後者在喀什加爾以北。而最後在忽必烈的統治期間，在中國的北京蒙右新都設了一所都主教處。而在那個時候宣教都主教則可以獲得權力可以在自己的轄區內可以按立成新的主教，而宣教主教也可以在當中選一個或一個以上的會吏長來協助他，他們通常都是從當地的神職人員中選出來的。

### 文物
福建泉州出土大批景教文物：
- 1940年泉州出土汉文、叙利亚文也里可温碑
- 1941年泉州出土回纥文景教徒墓碑
- 1943年、1946年泉州出土叙利亚文景教墓碑
- 1946年泉州出土景教徒墓档垛石
- 1948年泉州出土八思巴文景教碑
- 1953年泉州出土奉使波斯碑
- 1975年泉州出土景教徒拱形墓碑
- 1984年泉州出土管理泉州路也里可温碑

此外，在中国各地也出土不少景教文物：
- 1625年在西安出土大秦景教流行中国碑
- 1908年法国汉学家伯希和在敦煌发现景教写本《景教三威蒙度讚》、《尊经》。
- 敦煌《序听迷诗所经》、《志玄安乐经》
- 洛阳附近出土波斯人阿罗汉墓碑
- 扬州出土四块景教徒墓碑
- 新疆霍城出土叙利亚文墓碑
- 新疆高昌《棕枝主日》景教壁画
- 四川成都送仙桥景教遗址
- 北京房山三盆山十字寺发现的叙利亚文大理石雕十字架
- 杭州景教寺遗迹

## 研究书目
- 《唐景教碑頌正詮（页面存档备份，存于）》耶穌會士陽瑪諾註，上海慈母堂藏板，1641年。
- 《景教碑中叙利亚文之长安洛阳》伯希和著 冯承钧译 上海商务印书馆
- 《景教碑考》 冯承钧著 上海商务印书馆
- 《中国景教》朱谦之著 人民出版社 1993 ISBN 7-01-002626-2.
- 林悟殊：《唐代景教再研究》（北京：中國社會科學出版社，2003）。
- 林悟殊：《中古三夷教辨證》（北京：中華書局，2005）。
- N·森姆斯威廉：〈敦煌、吐鲁番文献所记突厥和粟特基督徒（页面存档备份，存于）〉。
- 陈怀宇：〈唐代景教与佛道关系新论（页面存档备份，存于）〉。
- 陈剑光：〈中国亚述教会的莲花与万字符:佛教传统抑或雅利安遗产？（页面存档备份，存于）〉。